# Possibilità giuridica
La possibilità giuridica è uno dei requisiti definiti di ipotetica accoglibilità tipici dell'azione processuale. 
La presenza di tale requisito indica che alla base della domanda posta al giudice vi è l'esistenza di un diritto almeno astrattamente bisognevole di tutela. In sostanza non si può affermare un diritto se non c'è una norma che preveda, almeno in astratto, quel diritto.
Tale principio ha una portata fortemente teorica, tanto da aver trovato negli ultimi vent'anni frequenti occasioni di attenuazione, grazie all'apertura a nuovi diritti. 